# 自殺專賣店
《自殺專賣店》（法語：Le Magasin des suicides）又譯找死專賣店、嫌命長生店，是一部2012年的法國動畫電影，由巴提斯·勒貢特導演，改編自讓·特勒的同名小說。該片在2012年5月16日於法國首映。

## 劇情大綱
在法國某個自殺率很高的陰鬱城市裡，有一家提供各式自殺方式的專賣店，顧客可以在這裡找到各種協助自殺的工具，例如刀槍、電椅還有上百種毒藥。這家店由杜瓦施家族世代經營，如今由三島和盧里可絲夫婦經營著，生意一直以來都很不錯，直到盧克里絲生下她的第三個孩子艾倫。艾倫在嬰兒時期就經常歡笑，長大後更是笑口常開，和他的兄姊形成鮮明對比，這讓他的父母十分沮喪。
艾倫和他的同學開始阻止顧客自殺，他們弄來一輛有絕佳音響的汽車，播放的音樂造成振動，讓店內的各式商品都從貨架上掉下來並損毀了。艾倫受到母親責罵，而當時店內有名上門求死的年輕人，與艾倫的姐姐瑪莉琳一見鍾情，兩人就此結婚，十分幸福。
當眾人吃著可麗餅慶祝這對新人時，可麗餅的香味吸引了在臥室的三島，他出臥室後對亂糟糟的店和一團和樂的家庭氣氛感到憤怒和疑惑，艾倫表示這是自己造成的，三島憤而拿武士刀追殺他。兩人追著追著，上了摩天樓，艾倫佯裝跳樓，但其實早就和同學們設下跳床，看到艾倫一邊跳一邊搞笑，三島有生以來第一次開懷大笑。自殺專賣店就此歇業，改成可麗餅專賣店。

## 評價
評論網站爛番茄基於7則評論給出71%的評分，平均評分為6.5/10

## 外部連結
- 互联网电影数据库（IMDb）上《The Suicide Shop》的资料（英文）